# Quinto Pompeo Falcone
Quinto Pompeo Falcone (latino: Quintus Pompeius Falco; Sicilia, 70 circa – dopo il 140) è stato un politico e militare romano, degli inizi del II secolo.

## Biografia

### Origini famigliari e discendenza

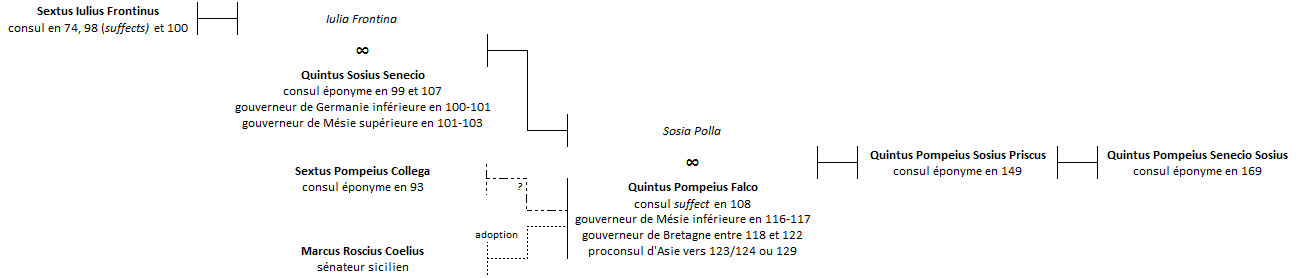
La gens di Pompeo Sosio sotto la dinastia degli Antonini (albero genealogico non esaustivo).

Il suo nome completo era Quintus Roscius Coelius Murena Silius Decianus Vibullius Pius Iulius Eurycles Herculanus Pompeius Falco. La sua famiglia era originaria della Sicilia. Suo padre si chiamava Sextus, probabilmente era Sesto Pompeo Collega, console nel 93. Sembra sia stato adottato dal senatore siciliano, Marco Roscio Celio, durante il regno di Traiano. In ogni caso, egli risulterebbe legato alla famiglia dei Roscii Coelii come attestato dal suo nome. Egli ebbe anche dei legami di parentela con i discendenti di Silio Italico, i Catii Silii, che erano imparentati con Silio Deciano. Il soprannome di Vibullius Pius Iulius Eurycles Herculanus dimostrano che era legato alla famiglia reale spartana degli Eurycles, che apparteneva al tempo di Traiano alle grandi aristocrazie imperiali.
Sposò Sosia Polla, figlia di Quinto Sosio Senecione (console nel 99 e 107, stretto collaboratore di Traiano) e nipote di Sesto Giulio Frontino (famoso scrittore di trattati militari e della cura delle acqua, ma anche tre volte console e generale). Sosia Polla morì mentre Pompeo Falcone era proconsole, tra il 123/124 e il 129.
Con la moglie Sosia Pollia, la figlia del due volte console Quinto Sosio Senecione, ebbe un figlio, Quinto Pompeo Sosio Prisco, che fu console nell'anno 149.

### Carriera sotto Traiano
Quinto Pompeo Falcone, il cui nome completo era Quintus Roscius Coelius Murena Silius Decianus Vibullius Pius Iulius Eurycles Herculanus Pompeius Falco, iniziò la carriera militare come tribuno della legio X Fretensis (86-90?). In seguito continuò la sua carriera (cursus honorum), ricoprendo nell'ordine: questura (96/98?), il tribunato della plebe (98/99?), la pretura (nel 99/100? [q]uaestori trib(uno) pleb(is) pr(aetori) inter civ[es] / [et] peregrinos). In seguito ottenne la carica di legatus legionis della legio V Macedonica nel 101-102 (sotto il comando di Manio Laberio Massimo), durante la prima campagna dacica dell'impertatore romano, Traiano, al termine della quale ottenne alcune ricompense militari (leg(ato) leg(ionis) V Macedonic(ae) / [in bello Dacico donis militari]bus donato).
In questo stesso periodo divenne genero di Quinto Sosio Senecione, uno dei più stretti collaboratori dell'imperatore, entrando nella ristretta cerchia degli uomini di fiducia di Traiano..
Divenne, quindi, governatore della Licia e Panfilia (leg(ato) pr(o) pr(aetore) prov(inciae) Lyciae / [et Pamphyl]iae; 103-105?) e poi della Giudea, che disponeva della legio X Fretensis (leg(ato) Aug(usti) pr(o) pr(aetore) provinc(iae) / [Iudaeae e]t leg(ionis) X Fret(ensis); 105-107?), a cui successe Gaio Giulio Quadrato Basso. Si trovava in questa posizione quando fu decisa l'annessione dell'Arabia Nabatea, effettuata da Aulo Cornelio Palma Frontoniano, governatore della Siria.

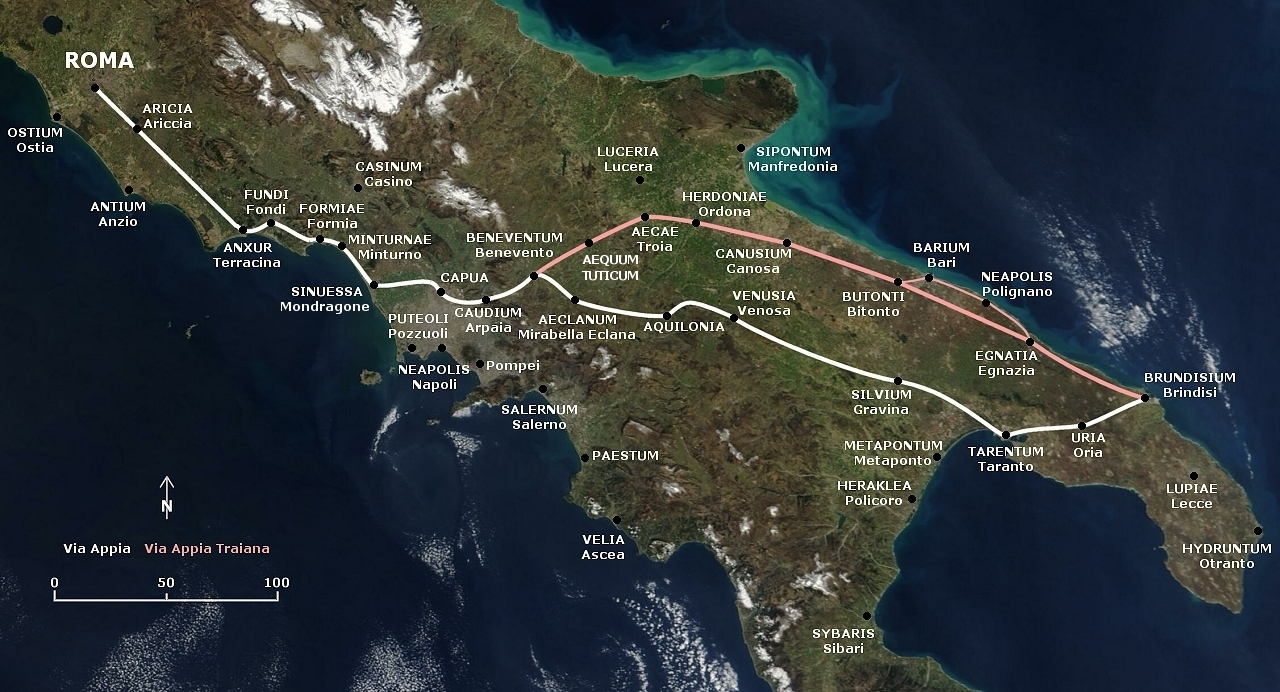
I tracciati della Via Traiana e della Via Appia.

Gli venne affidato l'incarico eccezionale di inizio dei lavori della Via Traiana (curatori / [via]e Traianae; 107/108). Si trattava della variante della via Appia che collegava Benevento (Beneventum) a Brindisi (Brundisium). Questa via permetteva di raggiungere più rapidamente da Roma il porto di Brundisium, località dove imbarcarsi per la Grecia e l'Oriente, in vista della guerra contro i Parti.
Nel 108 divenne console suffetto. Ricoprì quindi la carica di quindecimviri sacris faciundis (XVvir(o) s(acris) f(aciundis); nel 109). Più tardi gli venne affidato il governo provinciale della Mesia Inferiore (leg(ato) pr(o) pr(aetore) Imp(eratoris) Caes(aris) Nervae / Traiani Aug(usti) Germanici Dacici / [pr]ovinc(iae) Moesiae inferior(is); 116-117), provincia militare di fondamentale importanza ora che l'imperatore si trovava impegnato nella guerra contro i Parti, e che le tribù sarmatiche di Iazigi e Roxolani, che gravitavano lungo questo tratto di limes danubiano, erano in costante fermento. Non a caso era stato inviato nella vicina provincia di Dacia, Gaio Giulio Quadrato Basso per contenere queste scorrerie.

### Carriera sotto Adriano
Morto Traiano e succedutogli Adriano, divenne governatore della Britannia (leg(ato) pr(o) pr(aetore) / Imp(eratoris) Caes(aris) Traiani Hadriani Aug(usti) provinc(iae) / Brit{t}anniae; 118-122). Nel suo ultimo anno di governatorato la provincia fu visitata dall'imperatore Adriano, che ordinò molte riforme nell'isola e la costruzione del vallo. Nel 118 Pompeo aveva represso una rivolta in cui erano coinvolti i Briganti e i Selgovi, tribù della Britannia settentrionale e della Caledonia meridionale. Nel luglio del 122 venne rimpiazzato nell'isola da Aulo Platorio Nepote.
Nel 124 divenne infine proconsole d'Asia, comunque prima del 129. Sappiamo che era amico di Plinio il Giovane e che si ritirò a vita privata in una villa in campagna, dove si dedicò a scrivere e, tra le altre cose, all'orticoltura. Nel 140 gli fece visita il futuro imperatore Marco Aurelio, per chiedergli consigli sulla conquista definitiva della Britannia, compresa la Caledonia, e si racconta che fosse molto incuriosito dai suoi pregevoli alberi da frutto.